# 2023年新潟市議会議員選挙
2023年新潟市議会議員選挙（2023ねんにいがたしぎかいぎいんせんきょ）は、新潟市における議決機関の一つである新潟市議会を構成する議員を全面改選するために行われる選挙である。第20回統一地方選挙の前半戦投票日である2023年4月9日に投票が行われた。

## 概要
新潟市議会の任期4年が満了したことに伴って実施の選挙。
2023年3月31日に告示され、定数50に対し72人が立候補。

## 基礎データ
- 選挙事由：任期満了
- 選挙形態：地方議会議員選挙
- 告示日：2023年3月31日
- 投票日：2023年4月9日
- 同日選挙
  - 新潟県議会議員選挙
- 選挙区：8選挙区
- 定数：50名

## 当選した議員
自民党 
 共産党 
 立憲民主党   公明党 
 日本維新の会 
 社民党 
 緑・にいがた 
 無所属 
| 北区   | 小柳聡     | 皆川英二   | 米野泰加 | 平松洋一 | 野村紀子 |
| 東区   | 小泉仲之   | 渋谷明治   | 豊島真   | 佐藤誠   | 荒井宏幸 |
| 東区   | 細野弘康   | 飯塚孝子   | 志田常佳 |          |          |
| 中央区 | 伊藤健太郎 | 高橋聡子   | 内山航   | 青木学   | 深谷成信 |
| 中央区 | 鈴木映     | 松下和子   | 美濃欣之 | 小山進   | 小野照子 |
| 中央区 | 山際務     |            |          |          |          |
| 江南区 | 古泉幸一   | 串田修平   | 宇野耕哉 | 西脇厚   |          |
| 秋葉区 | 東村里恵子 | 小林裕史   | 内宮貞志 | 倉茂政樹 | 林龍太郎 |
| 南区   | 高橋哲也   | 小野清一郎 | 内山幸紀 |          |          |
| 西区   | 佐藤幸雄   | 石附幸子   | 保苅浩   | 佐藤正人 | 志賀泰雄 |
| 西区   | 中山均     | 高橋三義   | 加藤大弥 | 武田勝利 | 野口光晃 |
| 西蒲区 | 小林弘樹   | 土田真清   | 竹内功   | 小林保夫 |          |

### 繰り上げ当選
| 年     | 月日    | 選挙区       | 当選者   | 当選政党 | 欠員     | 欠員政党 | 欠員事由 |
| ------ | ------- | ------------ | -------- | -------- | -------- | -------- | -------- |
| 2023年 | 4月24日 | 西蒲区選挙区 | 幸田健太 | 無所属   | 小林保夫 | 無所属   | 死去     |